# Cardiodectes bellottii
Cardiodectes bellottii is een eenoogkreeftjessoort uit de familie van de Pennellidae. De wetenschappelijke naam van de soort is voor het eerst geldig gepubliceerd in 1882 door Richiardi.